# Västjyllands storkrets
Västjyllands storkrets (danska: Vestjyllands storkreds) är en av tio storkretsar som används vid val till Folketinget sedan 2007. Den är indelad i valkretsarna Struer, Skive, Viborg Vest, Viborg Øst, Silkeborg Nord, Silkeborg Syd, Ikast, Herning Syd, Herning Nord, Holstebro och Ringkøbing.

## Valresultat

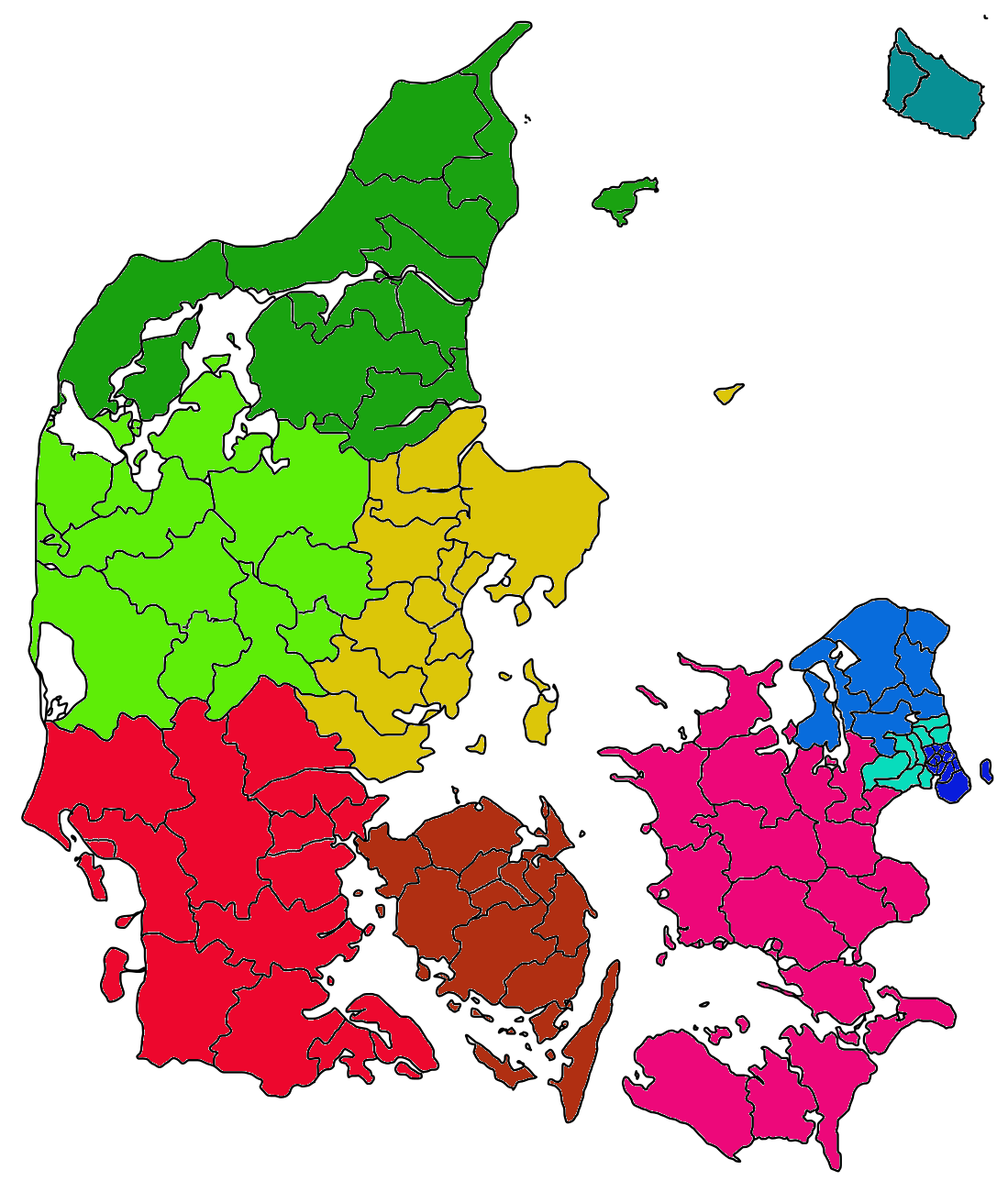
Storkretsar med Västjylland och valkretsar (avgränsade med svarta sträck)

| Parti                       | 2007    | 2011    | 2015    | 2019    | 2022    |
| --------------------------- | ------- | ------- | ------- | ------- | ------- |
| Venstre                     | 37,3    | 34,3    | 27,4    | 29,8    | 19,4    |
| Socialdemokratiet           | 23,0    | 23,0    | 24,5    | 24,6    | 25,3    |
| Dansk Folkeparti            | 13,0    | 12,2    | 21,3    | 8,4     | 2,0     |
| Socialistisk Folkeparti     | 9,4     | 8,1     | 3,6     | 6,2     | 6,4     |
| Det Konservative Folkeparti | 7,7     | 3,8     | 4,9     | 9,2     | 8,1     |
| Radikale Venstre            | 3,9     | 7,3     | 2,8     | 5,3     | 1,9     |
| Liberal Alliance            | 2,1     | 4,9     | 5,9     | 2,2     | 7,8     |
| Kristendemokraterne         | 2,8     | 2,9     | 2,3     | 5,3     | 1,5     |
| Enhedslisten                | 0,8     | 3,5     | 4,5     | 3,4     | 2,3     |
| Alternativet                |         |         | 2,6     | 1,7     | 1,5     |
| Nye Borgerlige              |         |         |         | 1,7     | 3,1     |
| Stram Kurs                  |         |         |         | 1,6     |         |
| Klaus Riskær Pedersen       |         |         |         | 0,6     |         |
| Danmarksdemokraterne        |         |         |         |         | 13,6    |
| Moderaterne                 |         |         |         |         | 6,8     |
| Frie Grønne                 |         |         |         |         | 0,2     |
| Partilösa                   | 0,0     | 0,0     | 0,0     |         | 0,1     |
| Röstande                    | 325 323 | 331 005 | 326 459 | 324 006 | 324 498 |

## Valda
| Krets                       | 2007                                                                                          | 2011 | 2015                                                                                           | 2019                                                                                          | 2022                                                    |
| --------------------------- | --------------------------------------------------------------------------------------------- | --- | ---------------------------------------------------------------------------------------------- | --------------------------------------------------------------------------------------------- | ------------------------------------------------------- |
| Venstre                     | Søren Gade, Kristian Jensen, Inger Støjberg, Kristian Pihl Lorentzen, Helge Sander, Jens Kirk | Kristian Jensen, Inger Støjberg, Kristian Pihl Lorentzen, Mads Rørvig, Esben Lunde Larsen, Thomas Danielsen | Inger Støjberg, Kristian Jensen, Esben Lunde Larsen, Thomas Danielsen, Kristian Pihl Lorentzen | Inger Støjberg, Kristian Jensen, Thomas Danielsen, Kristian Pihl Lorentzen, Carsten Kissmeyer | Søren Gade, Thomas Danielsen, Mads Fuglede              |
| Socialdemokratiet           | Jens Chr. Lund, Thomas Jensen, Mogens Jensen, Jens Peter Vernersen                            | Thomas Jensen, Mogens Jensen, Karin Gaardsted, Annette Lind                                                 | Annette Lind, Mogens Jensen, Thomas Jensen, Karin Gaardsted                                    | Annette Lind, Mogens Jensen, Thomas Jensen, Anne Paulin                                       | Annette Lind, Anne Paulin, Mogens Jensen, Thomas Jensen |
| Dansk Folkeparti            | Christian H. Hansen, Jesper Langballe                                                         | Dennis Flydtkjær, Christian Langballe                                                                       | Dennis Flydtkjær, Christian Langballe, Karina Due                                              | Dennis Flydtkjær                                                                              |                                                         |
| Socialistisk Folkeparti     | Steen Gade, Kristen Touborg                                                                   | Steen Gade                                                                                                  |                                                                                                | Signe Munk                                                                                    | Signe Munk                                              |
| Det Konservative Folkeparti | Per Ørum Jørgensen                                                                            | | Søren Pape                                                                                     | Søren Pape Poulsen, Orla Østerby                                                              | Søren Pape Poulsen, Lise Bertelsen                      |
| Radikale Venstre            | Johs. Poulsen                                                                                 | Andreas Steenberg                                                                                           | Andreas Steenberg                                                                              | Andreas Steenberg                                                                             |                                                         |
| Liberal Alliance            |                                                                                               | Leif Mikkelsen                                                                                              | Leif Mikkelsen                                                                                 | Alex Vanopslagh                                                                               | Carsten Bach                                            |
| Enhedslisten                |                                                                                               | Lars Dohn                                                                                                   | Jakob Sølvhøj                                                                                  | Jakob Sølvhøj                                                                                 |                                                         |
| Alternativet                |                                                                                               | | René Gade                                                                                      |                                                                                               |                                                         |
| Danmarksdemokraterne        |                                                                                               | |                                                                                                |                                                                                               | Dennis Flydtkjær, Betina Kastbjerg                      |
| Moderaterne                 |                                                                                               | |                                                                                                |                                                                                               | Jeppe Søe                                               |